# Micali-Maler

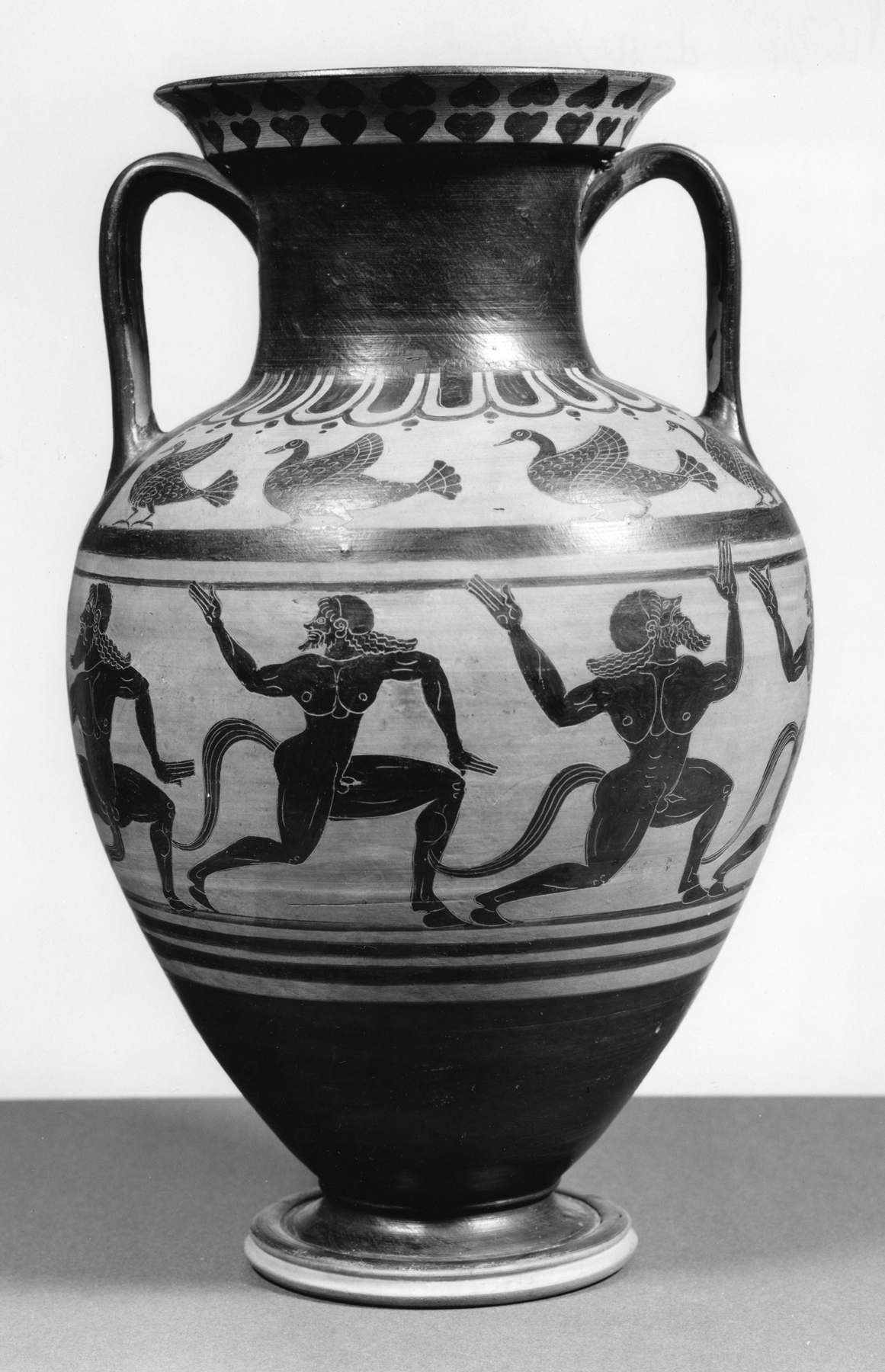
Der Werkstatt des Micali-Malers zugeschriebene Amphora

Micali-Maler ist der Notname eines etruskisch-schwarzfigurigen Vasenmalers, der um 530–500 v. Chr. in Vulci tätig war.
Er malte vor allem geflügelte mythische Wesen wie Sirenen, Sphingen oder Pegasoi, sowie Ornamente. Die Bildmotive stellen überwiegend Kampfszenen dar, seine Figuren gelten in ihrer Gestik dabei als expressiv. Seine frühen ornamentalen Arbeiten stehen unter dem Einfluss der ionischen Vasenmalerei, später überwiegt der Einfluss aus der attischen Vasenmalerei. Der Werkstatt des Micali-Malers wurden Werke bis zum Anfang des 5. Jahrhunderts v. Chr. zugeschrieben, die jedoch im künstlerischen Niveau nicht an ihren Meister anknüpfen können.
Der Maler ist nach dem italienischen Archäologen Giuseppe Micali benannt, der als Erster einige Gefäße des Malers zusammenstellte.